# کورش نیکنام
کورش نیکنام (زادهٔ ۲۰ تیر ۱۳۳۳ – درگذشتهٔ ۲۰ اردیبهشت ۱۴۰۳) موبد زرتشتی، نویسنده و پژوهشگر فرهنگ ایران باستان بود. او پژوهش‌ها و نوشته‌های بسیاری پیرامون تاریخ ایران و دین زرتشتی دارد و در هفتمین دورهٔ مجلس شورای اسلامی، نماینده زرتشتیان بوده‌است.

## آثار گات‌ها، نغمه‌های ایران باستان
| عنوان کتاب                     | موضوع                              | سال انتشار |
| ------------------------------ | ---------------------------------- | ---------- |
| از نوروز تا نوروز              | آیین‌ها و مراسم سنتی زرتشتیان ایران | ۱۳۸۱       |
| آیین اختیار                    | گفتاری پیرامون فرهنگ و فلسفه زرتشت | ۱۳۸۵       |
| اندرزنامه زرتشت                | پژوهش در مورد پیام‌های گات‌ها        | ۱۳۸۵       |
| کنکاشی بر زندگی و اندیشه زرتشت | زندگی و اندیشه زرتشت               | ۱۳۹۳       |
| یادگار دیرین                   | آداب و آیین‌های زرتشتیان ایران      | ۱۳۹۵       |
| گات‌ها، نغمه‌های ایران باستان    | دست‌نویس، خوانش گات‌ها با تنبور      | ۱۳۹۷       |
| زرتشت و مزدیسنان               | همراه با پرسش و پاسخ دینی          | ۱۳۹۹       |